# برنار پارمه‌جانی
برنار پارمه‌جانی (فرانسوی: Bernard Parmegiani‎؛ ‏ ۲۷ اکتبر ۱۹۲۷ – ۲۱ نوامبر ۲۰۱۳) موسیقی‌دان و آهنگساز اهل فرانسه بود. وی بین سال‌های ۱۹۶۴ تا ۲۰۱۳ میلادی فعالیت می‌کرد.
او پانتومیم را نزد ژاک لکوک آموخت و بعدها در ساخت موسیقی فیلم با کارگردانی متفاوتی از جمله والرین بروفچیک همکاری داشت.